# 中国人民解放军西昌军事管制委员会
中国人民解放军西昌军事管制委员会是1950年4月西昌战役结束后，成立的对西昌地区军事管制的解放军军事管制委员会。

## 历史
1950年3月8日，由林彬、梁文英率领第六十二军第184师从四川温江由北向南，3月12日由向守志率领第十五军第44师从云南曲靖出发由南向北，钳形攻击在西昌的胡宗南、贺国光。1950年3月26日晚，胡宗南和贺国光从西昌小庙机场乘机飞台湾。27日，解放军攻占西昌城。
晋绥解放区南下工作团中调出290名青年干部（晋绥第三分区干部占三分之一以上），番号为“南下乐西支队”，队长樊不屈（山西省临县人），政委苗前明（山西省汾西人），于1950年3月12日从成都出发，随第六十二军第184师经邛崃、雅安、翻越大相岭解放汉源，从富林、石棉抢渡大渡河，占领了越西境内大树堡、安顺场、洗马姑，急行军解放了越西、冕宁两座县城，4月1日进驻西昌城。其中，张荣（离石人）、常志兰（临县人）、李力生（洪洞人）、薛向明（洪洞人）、薛明远（临县人）等分任西昌、冕宁、越西、会理、德昌县委书记。李畅、穆生荣、马兹芳等任德昌、冕宁、宁南县长。
1950年4月4日，中国人民解放军西昌军事管制委员会成立，行使地方政权职能。
- 主任梁文英
- 副主任林彬、樊不屈
- 中共西昌地委：第一副书记苗前明
- 西昌专署：专员梁文英兼，副专员樊不屈兼、瓦扎木基、李守先、阿侯鲁木子
- 军管会秘书长景之彦
- 民政处长尚礼
- 财经处长贺志宽
  - 田粮组，负责接管“宁属九县”的田税户籍及西昌城内国民党的军政粮仓

1950年4月7日昭觉解放。1950年6月起，西昌各县不断发生匪患暴动，部分县的国民党残余派代表在德昌草坝场召开秘密会议，制定暴乱计划。7月17日，西昌地委《加强剿匪肃特的紧急指示》，当时最紧迫的任务是加强侦察，严厉打击土匪暴乱，全面开展清剿土匪的工作。西昌军管会副主任、西昌专署副专员樊不屈亲临德昌指挥剿匪。9月19日拂晓，西南反共救国军第一纵队司令兼团长陈德章（内江人，曾任国军营长）、暴动总指挥陈洪宽纠集1500余人围攻德昌县城，城内驻军仅有第552团营长王贵章率领的营部、一个班和十几名伤病员。9月23日，驻守乐跃、小高的该营机炮连指导员王锦华率部回援县城。9月25日，第551团一营副营长廉鉴功率一连、三连及552团教导连从西昌县赶到德昌县城，历时7天7夜的县城保卫战结束。
1950年12月26日至31日，在西昌召开了“西昌专区各族各界人民代表会议”，时任中央民委副主任刘格平为团长的中央访问团及西康区党委副书记秦力生等到会。秦力生代表西康省人民政府宣布西昌专区专员公署委员会正式成立。1951年6月11日，政务院第87次政务会议通过，周恩来总理签署任命：梁文英为西昌区专员公署委员会专员，樊不屈、瓦扎木基 、李守先、阿侯鲁木子为副专员，专署委员会由34人组成。